# Munna chromatocephala
Munna chromatocephala là một loài chân đều trong họ Munnidae. Loài này được Menzies miêu tả khoa học năm 1952.